# 安杰洛·莫雷斯基
安杰洛·莫雷斯基（義大利語：Angelo Moreschi；1952年6月13日—2020年3月25日）是義大利天主教傳教士，自2009年起擔任天主教甘貝拉宗座代牧區宗座代牧。
莫雷斯基於1952年6月13日在意大利布雷西亞省納韋出生，曾赴伯利恆學習神學。他於1982年10月2日晉鐸。他於1982年10月2日晉鐸。此後他前往非洲的衣索比亞和厄利垂亞，並將一生的大部份事業奉獻給了那裏。2000年11月16日，新設天主教甘貝拉宗座監牧區，教宗若望保祿二世任命他為首任宗座監牧。2009年12月5日，甘貝拉宗座監牧區升格為宗座代牧區，教宗本篤十六世任命他為宗座代牧，並授予茅利塔尼亞大象軍團領銜教區領銜主教的頭銜。2010年1月31日祝聖。
莫雷斯基患有糖尿病並進行了截肢手術。他在義大利接受治療，2020年3月19日左右正在接受透析時出現了發燒和呼吸道疾病的症狀。他短暫地住院，後於3月25日在布雷西亚慈幼會神學院裏因2019冠狀病毒病去世。